# ISO/IEC 11801
ISO/IEC 11801 é um padrão internacional ISO especificamente utilizado em sistemas de cabeamento em telecomunicações (cabeamento estruturado), apropriado para aplicações em larga escala.
Além disso, este padrão foi criado para utilização dentro de um único edifício ou em múltiplos edifícios próximos. É apropriado para ligações até 3 km, mas pode também ser aplicado para instalações fora desta escala.
Cobre também as ligações de 1.2 gigahertz para o cabo e as aplicações de TV por satélite.
O padrão define diversas classes do cobre, que diferem na frequência 
máxima para um determinado desempenho do canal:
- Classe A: link/canal de até 100 kHz usando categoria 1 cabo/conectores
- Classe B: link/canal de até 1 MHz usando categoria 2 cabos/conectores
- Classe C: link/canal de até 16 MHz usando categoria 3 cabo/conectores
- Classe D: link/canal de até 100 MHz usando Categoria 5e cabo/conectores
- Classe E: link/canal de até 250 MHz usando Categoria 6 cabos/conectores
- Classe EA: link/canal de até 500 MHz usando Categoria 6A (Alteração 1 e 2 da ISO/IEC 11801, 2ª Ed) Cabo/conectores
- Classe F: link/canal de até 600 MHz usando Categoria 7 de cabos / conectores
- Classe FA: link/canal de até 1000 MHz usando Categoria 7 A (Alteração 1 e 2 da ISO/IEC 11801, 2ª Ed) Cabo/conectores
- Classe I: link/canal até entre 1600 MHz e 2000 MHz usando Categoria 8.1 cabo/conectores (especificação em desenvolvimento)
- Classe II: link/canal até entre 1600 MHz e 2000 MHz usando Categoria 8.2  cabo/conectores (especificação em desenvolvimento)